# Anna Michalak-Pawłowska
Anna Michalak-Pawłowska (ur. 1962 w Warszawie) – polska fotografka, animatorka kultury, teatrolożka i nauczycielka akademicka.

## Życiorys
Urodziła się w 1962 roku w Warszawie. Od 1975 roku tańczyła i śpiewała w zespole „Gawęda”, z którym podróżowała za granicę. Uczęszczała do technikum chemicznego na Saskiej Kępie. Od początków stanu wojennego fotografowała środowisko opozycyjne i artystyczne, dokumentując spotkania, wystawy i protesty, dokumentowała także w 1983 roku pielgrzymkę Jana Pawła II do Polski i pogrzeb Jerzego Popiełuszki. 3 maja 1984 roku, podczas jednej z manifestacji opozycyjnych, została zatrzymana i pobita. Dzięki przeciąganiu procesu przez sędziego doczekała amnestii, zanim ogłoszono wyrok. W latach 80. XX w. pracowała w Pałacu Młodzieży jako instruktorka fotografii (1984–1985), następnie związała się ze Stołecznym Biurem Imprez Artystycznych (1984–1986). Dokumentowała fotograficznie przedstawienia w Teatrze Powszechnym i Teatrze Lektur, wydarzenia w ramach Jazz Jamboree czy plany filmowe takich obrazów jak Dzień czwarty w reżyserii Ludmiły Niedbalskiej. Jej fotografie ukazywały się na łamach „Sztandaru Młodych”, „Na Przełaj”, „Expressu Wieczornego” i „Przeglądu Katolickiego”. W 1987 roku wyszła za mąż za fotografa Artura Pawłowskiego, wtedy także zakończyła karierę fotograficzną. W 2021 roku jej twórczość została przedstawiona na wystawie Jedyne. Nieopowiedziane historie polskich fotografek w Domu Spotkań z Historią oraz opisana w książce o tym samym tytule autorstwa Moniki Szewczyk-Wittek.  
W 1985 roku utworzyła amatorski Teatr Muzyczny „Pantera” w Warszawie, który przez piętnaście lat występował na scenach profesjonalnych teatrów, domów kultury i in., trzy lata później rozpoczęła realizację międzynarodowych projektów takich jak Lato artystyczne. W 1993 roku ukończyła studia na Wydziale Wiedzy o Teatrze Akademii Teatralnej w Warszawie, a w 2002 roku na Wydziale Zarządzania Kulturą Uniwersytetu Jagiellońskiego. Założyła Ośrodek Działań Artystycznych „Dorożkarnia”, którego została dyrektorką, fundację „Wychowanie w Kulturze” oraz Społeczne Liceum Ogólnokształcące nr 14. Należała do rady nadzorczej Fundacji „Krzyżowa”, w latach 2006–2015 pracowała jako ekspertka w programach dotacyjnych Ministerstwa Kultury i Dziedzictwa Narodowego, Instytutu Teatralnego, Narodowego Centrum Kultury i m.st. Warszawy. W latach 2013–2020 piastowała stanowisko pełnomocnika prezydenta m.st. Warszawy ds. edukacji kulturalnej. Została wyróżniona Nagrodą Fundacji Rozwoju Edukacji Lokalnej za Inicjatywy Kulturalne (2015) oraz nagrodą „Przyjaciółka Młodzieżowej Rady Warszawy”.  
Sprawuje funkcję prezeski Zrzeszenia Animatorów Kultury „Forum Kraków”, wykłada w Akademii Teatralnej w Warszawie, jest członkinią stowarzyszeń European Network of Cultural Centres i Forum Kultury Mazowsze. Kieruje rodzinnym teatrem w Kaniach Helenowskich.  

## Odznaczenia
- Brązowy Medal „Zasłużony Kulturze Gloria Artis” – 2024[12]